# Montescaglioso
Montescaglioso is een gemeente in de Italiaanse provincie Matera (regio Basilicata) en telt 10.112 inwoners (31-12-2004). De oppervlakte bedraagt 173,3 km², de bevolkingsdichtheid is 58 inwoners per km².

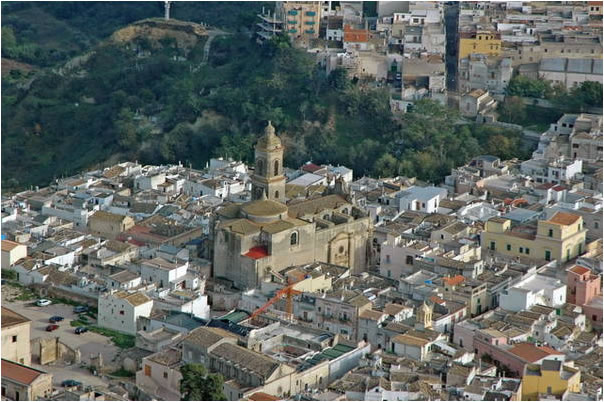
Montescaglioso
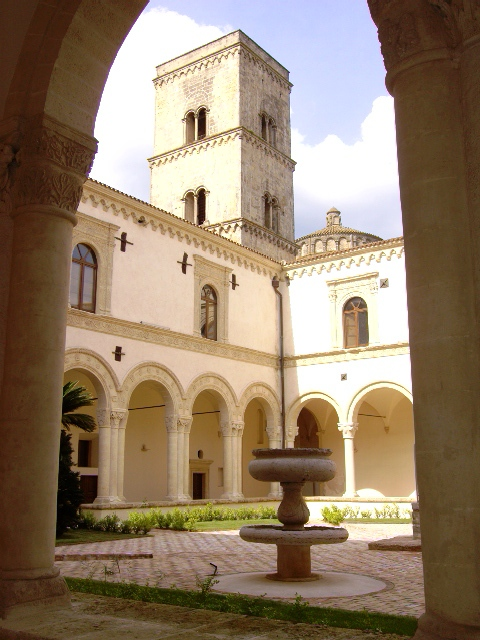
Abdij van Montescaglioso
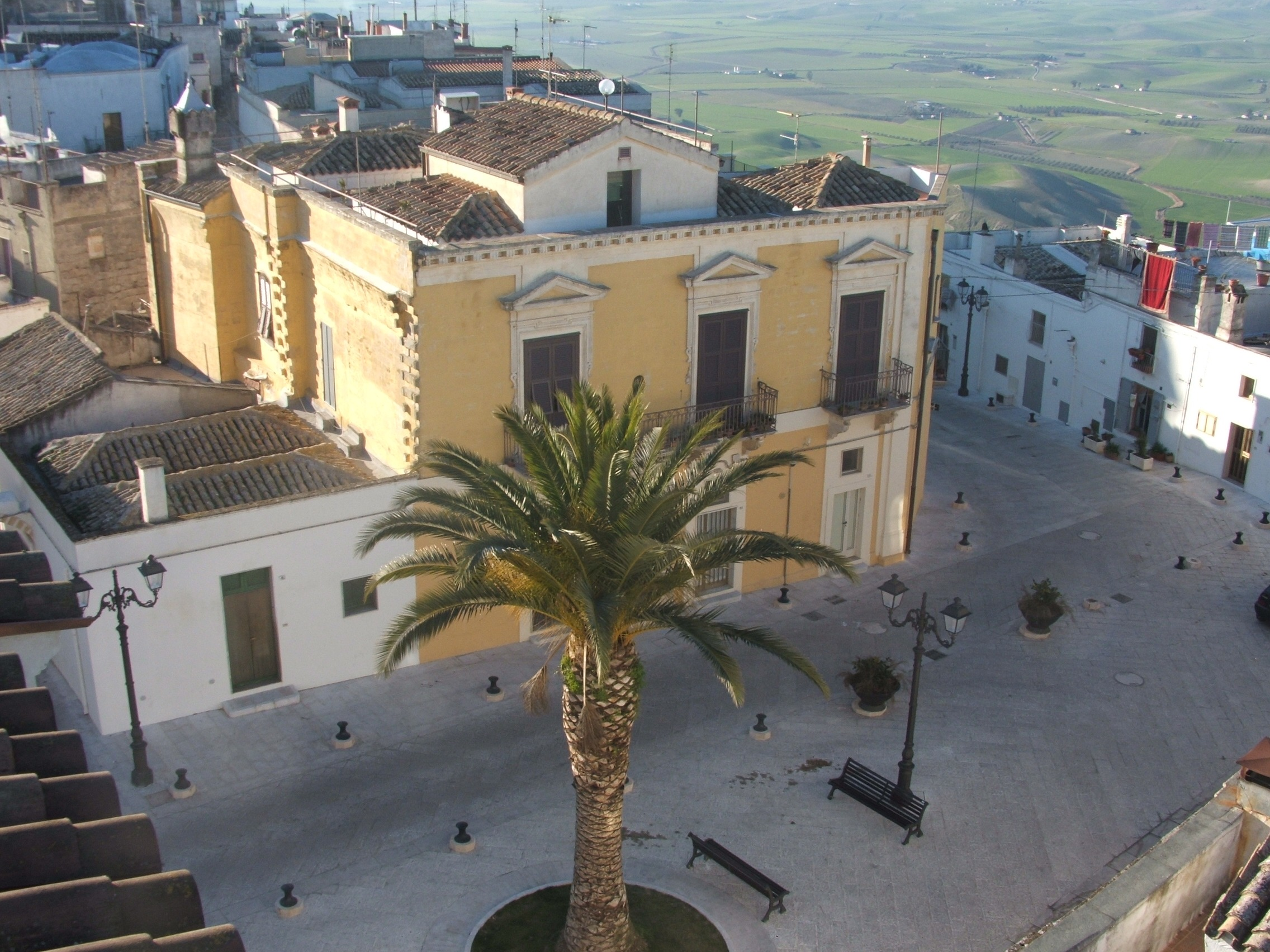
Palazzo Caldone
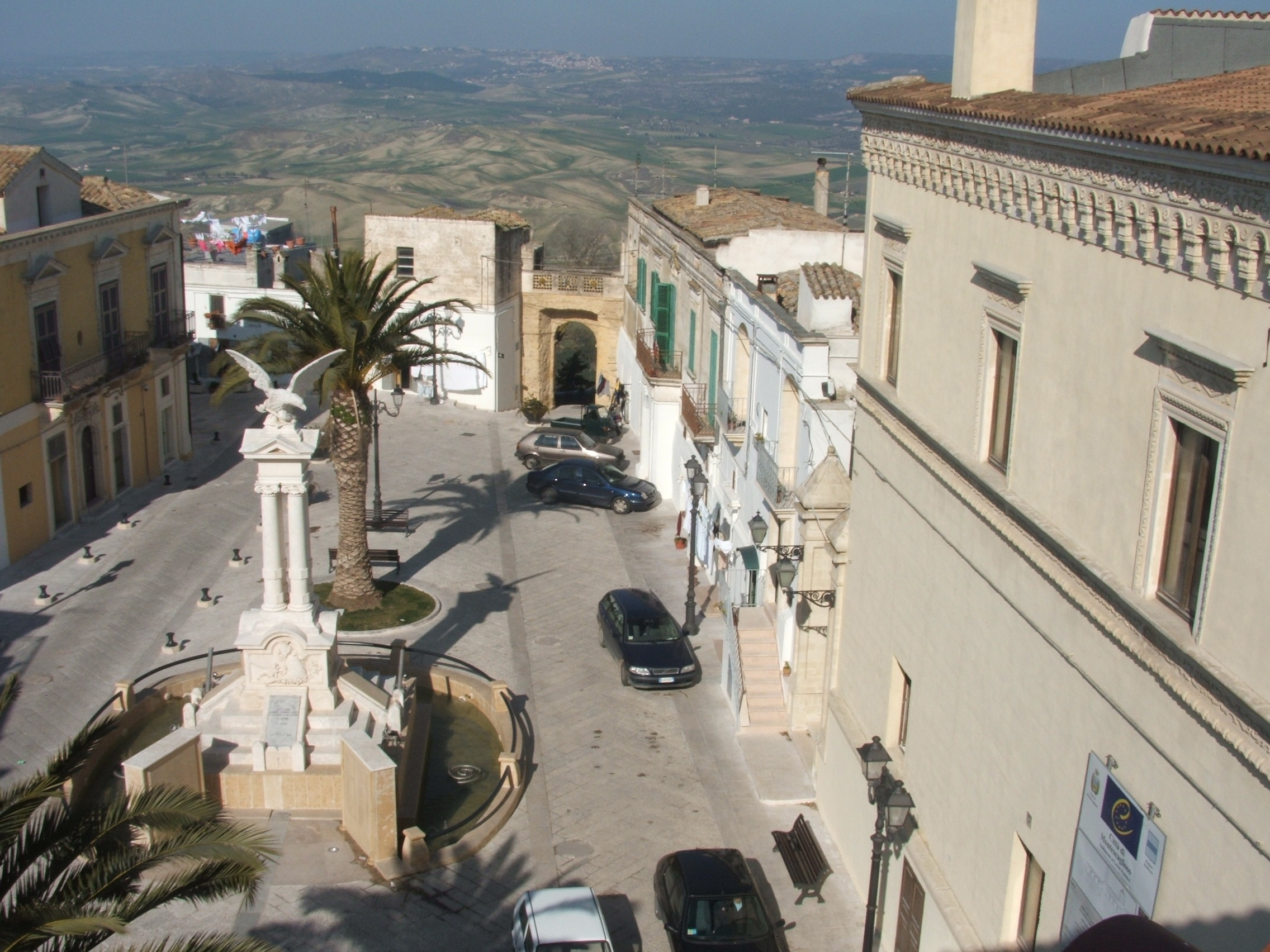
Piazza del Popolo
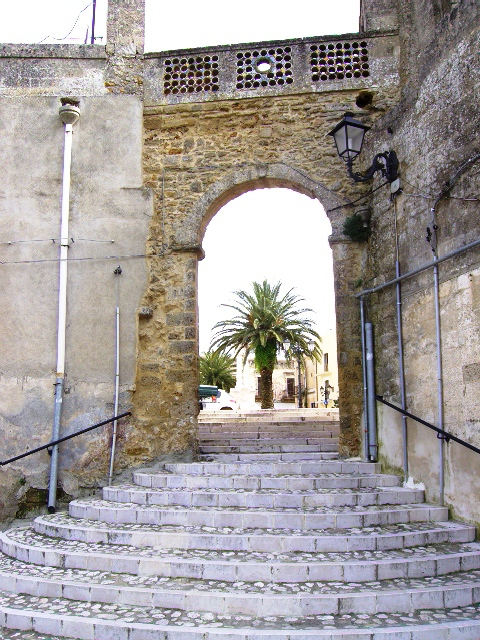
Porta San Angelo

## Demografie
Montescaglioso telt ongeveer 3605 huishoudens. Het aantal inwoners steeg in de periode 1991-2001 met 0,2% volgens cijfers uit de tienjaarlijkse volkstellingen van ISTAT.
| Jaar | Inwoneraantal |
| ---- | ------------- |
| 1991 | 10.104        |
| 2001 | 10.121        |

## Geografie
De gemeente ligt op ongeveer 365 m boven zeeniveau.
Montescaglioso grenst aan de volgende gemeenten: Bernalda, Ginosa (TA), Matera, Miglionico, Pisticci, Pomarico.